# Свонси (Јужна Каролина)
Свонси (енгл. Swansea) град је у америчкој савезној држави Јужна Каролина.

## Демографија
По попису из 2010. године број становника је 827, што је 294 (55,2%) становника више него 2000. године.
| Група             | 2000.       | 2010.       |
| Белци             | 272 (51,0%) | 330 (39,9%) |
| Афроамериканци    | 246 (46,2%) | 447 (54,1%) |
| Азијати           | 4 (0,8%)    | 1 (0,1%)    |
| Хиспаноамериканци | 2 (0,4%)    | 16 (1,9%)   |
| Укупно            | 533         | 827         |